# フォレストシティ (ミズーリ州)
フォレストシティ (Forrest City) は、アメリカ合衆国ミズーリ州ホルト郡の市。2020年国勢調査における人口は、243人。

## 歴史
フォレストシティは、1857年にプラットの線引きがおこなわれた。市の名は、町の敷地にもともとあった鬱蒼とした森から命名された。フォレストシティの郵便局は、1857年から営業が始まった。
シティホールは、1979年にアメリカ合衆国国家歴史登録財に登録申請が起こされ、その後、登録された。

## 地理
アメリカ合衆国国勢調査局によれば、市の総面積は 0.99平方マイル (2.56 km2) で、すべて陸地である。

## 人口

### 2010年国勢調査
2010年アメリカ合衆国国勢調査では、人口 268人、117世帯、70家族が当地に居住していた。人口密度は 270.7人毎平方マイル (104.5/km2) であった。住宅は 147戸あり、戸数密度は 148.5毎平方マイル (57.3/km2) であった。人種構成は、白人 95.5%、ネイティブ・アメリカン 1.1%、その他の人種 2.2%、 2つ以上の人種のミックス 1.1% であった。人種を問わずヒスパニックないしラティーノにあたるのは、人口の 2.2% であった。
全 117世帯のうち、18歳未満の子どものいる世帯が 26.5%、同居している夫婦が 51.3%、夫のいない女性世帯主の世帯が 4.3%、妻のいない男性世帯主の世帯が 4.3%、家族ではない世帯が 40.2% であった。全世帯の 34.2% は単身世帯であり、16.3% は65歳以上の単身世帯であった。平均世帯人数は 2.29人で、平均家族人数は 2.94人であった。
年齢中央値は 43.8歳。住民の年齢階層は、18歳未満が 22.4%、18歳から24歳までが 7.4%、25歳から44歳までが 21.6%、45歳から64歳までが 31.7%、65歳以上が 16.8% となっていた。男女比は、男性が 53.4%、女性が 46.6% であった。